# Simulium ceylonicum
Simulium ceylonicum är en tvåvingeart som först beskrevs av Günther Enderlein 1921.  Simulium ceylonicum ingår i släktet Simulium och familjen knott.
Artens utbredningsområde är Sri Lanka. Inga underarter finns listade i Catalogue of Life.